# Aterrizador

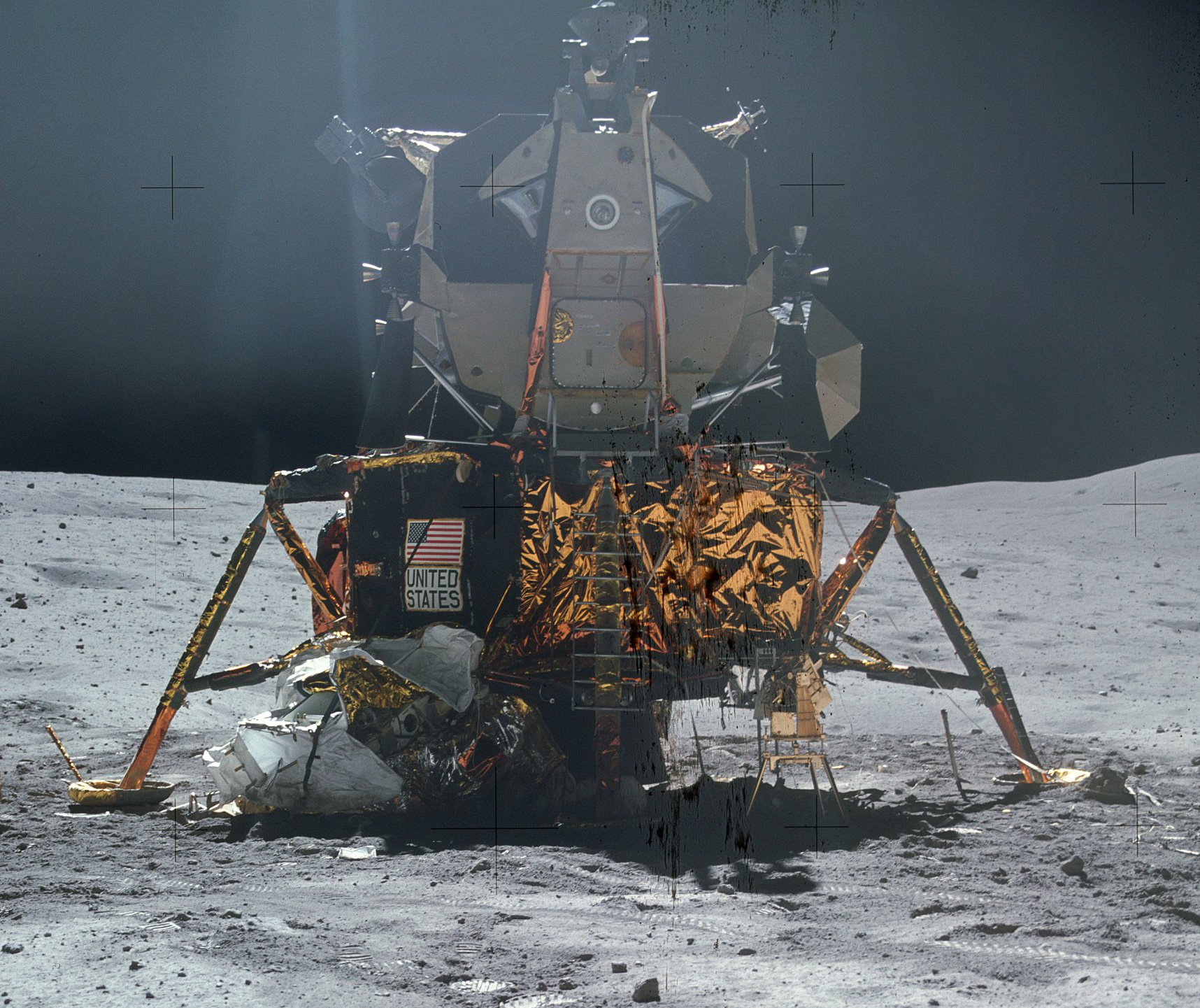
El aterrizador lunar Apolo 16.

Un aterrizador, módulo de aterrizaje o módulo de descenso (lander en inglés) es, en la exploración espacial, aquel artefacto que desciende a la superficie del objetivo (planeta, luna, asteroide, etc.) y que efectúa un aterrizaje suave. Es decir, no es destruido por el impacto con la superficie que pretende visitar.
Generalmente son pasivos, es decir, no tienen partes móviles, y dependen de complejas operaciones de aerofrenado para su supervivencia, dependiendo de las condiciones del lugar a aterrizar (misión Cassini-Huygens a Titán, la malograda Beagle 2 de la misión Mars Express, etc).
Se han usado mayoritariamente para obtener datos directamente del medio ambiente que visita. Normalmente necesitan de una nave de apoyo, llamada orbitador (orbiter en inglés), que se mantiene en órbita del objeto visitado, y hace de enlace entre el aterrizador y la Tierra.
Recientemente han tenido mucho éxito, y aun continúan funcionando, los aterrizadores más famosos, en el planeta Marte: Spirit y Opportunity. A estos aterrizadores con capacidades móviles, se les denomina astromóviles (rover en inglés). 
También se denomina «aterrizador» al módulo lunar que llevó a los astronautas de las misiones Apolo a la superficie de la Luna. La diferencia es que estos vehículos tenían capacidad de aterrizar suavemente y de abandonar la superficie de la Luna, una vez terminada la misión, mediante cohetes propulsores, puesto que realmente estaban compuestos de dos partes diferenciadas: el módulo de descenso y el módulo de ascenso.